# Fischl Péter
Fischl L. Péter (Budapest, 1930. július 19.  – Chino Hills, Kalifornia; 2018. február 12.) a holokauszt túlélője, költő és előadóművész volt, aki élete nagy részét a holokausztról és a mások elfogadásának fontosságáról való felvilágosításnak szentelte.

## Élete
A holokauszt idején Fischl egy budapesti katolikus iskolában rejtőzött el 60 másik zsidó gyerekkel együtt.
Édesapját a nácik elvitték, és soha többé nem látta.
Fischl Raymond Persinger szobrászművésszel dolgozott egy A kis lengyel fiú című emlékmű megalkotásán.
Egy dokumentumfilm is készült Fischl életéről és a fiatalok toleranciára való neveléséért tett erőfeszítéseiről. A film, amelyet Peter Musurlian, a Globalist Films producere készített, a Holocaust Soliloquy címet viseli.
Fischl 2018. február 12-én halt meg a kaliforniai Chino Hillsben, életének 88. évében.

## Megjelent írásai
Vers - To the Little Polish Boy Standing with His Arms Up
Önéletrajz - And The World Who Said Nothing

## Fordítás
Ez a szócikk részben vagy egészben  a   Peter Fischl című angol Wikipédia-szócikk ezen változatának fordításán alapul.  Az eredeti cikk szerkesztőit annak laptörténete sorolja fel. Ez a jelzés csupán a megfogalmazás eredetét és a szerzői jogokat jelzi, nem szolgál a cikkben szereplő információk forrásmegjelöléseként.